# Copa Hamburgo
La Copa Hamburgo (En inglés Hamburg Cup) es una competición de waterpolo para selecciones de categoría junior celebrada en Alemania, en la localidad de Hamburgo.

## Palmarés
| Año  | Primero   | Segundo  | Tercero   | Cuarto  |
| ---- | --------- | -------- | --------- | ------- |
| 2012 | Eslovenia | Alemania | Australia | Turquía |